# Wolfgang Trattner
Wolfgang Trattner (* 18. Dezember 1941 in Konstanz; † 30. März 1999 in Weinstadt-Großheppach) war ein deutscher Jazztrompeter. Der Solist der Stuttgarter Dixieland Allstars galt als einer der besten deutschen Swingtrompeter.
Trattner war auf seinem Instrument Autodidakt; er begann mit 16 Jahren bei den Kids of Dixieland. 1964 errang er den ersten Preis beim Amateurjazzfestival in Düsseldorf. Der gelernte Drucker und Besitzer einer Offsetdruckerei spielte in der Darktown Jazzband, im von George Gruntz geleiteten Peter Stuyvesant International Jazz Orchestra, bei der Modern Jazz Crew und mit eigenem Quintett, aber auch in zahlreichen Bands des Hot Jazz ebenso wie mit Paul Schwarz und Wolfgang Dauner. Sein Spiel ist auch auf Alben mit den Hot Dogs,  den Windy City Seven und der Dice of Dixie Crew (1st Throw, 1990) dokumentiert.

## Diskographische Hinweise
- Stuttgart Dixieland Allstars Featuring Ragtime Specht (mit Peter Lamparter, Jürgen Schmidt-Oehm, Hans-Jürgen Bock, Jochen Lamparter, Ludwig Stimmler, Jürgen Bisterfeld; Intercord 1973)
- Swing Mail Special Along the Banks of Mainstream (mit Charly Höllering, Harald Schwer, Ludwig Stimmler, Dai Bowen, Joe Gallardo, Roman Schwaller; 1990)
- 20 Jahre Jazz in Stuttgart (1992)
- Stuttgart Dixieland Allstars (mit Peter „Sputnik“ Lange, Peter Lamparter, Alexander Katz, Harald Schwer, Jan Jankeje, Werner Braun, Jochen Lamparter. Jazzpoint Records 2003)

## Lexikalische Einträge
- Jürgen Wölfer: Jazz in Deutschland. Das Lexikon. Alle Musiker und Plattenfirmen von 1920 bis heute. Hannibal, Höfen 2008, ISBN 978-3-85445-274-4.

| Personendaten    | Personendaten           |
| ---------------- | ----------------------- |
| NAME             | Trattner, Wolfgang      |
| KURZBESCHREIBUNG | deutscher Jazztrompeter |
| GEBURTSDATUM     | 18. Dezember 1941       |
| GEBURTSORT       | Konstanz                |
| STERBEDATUM      | 30. März 1999           |
| STERBEORT        | Stuttgart               |